# ذمران (يريم)
- الشيخ/محمد عبدالملك ذمران
- العاقل/خالد محمد علي صالح

تعديل مصدري - تعديل

ذمران هي إحدى قرى عزلة بني منبة بمديرية يريم التابعة لمحافظة إب، بلغ تعداد سكانها 3811 نسمة حسب تعداد اليمن لعام 2004. كما يبلغ عدد سكانها حالياً 15000 نسمة وعدد مساكن 4000 منزل ويوجد بها العديد من الأراضي الزراعية الممتده على طول وادي ذمران وقاع الحقل وتعتبر منطقة زراعية خصبة تشتهر بزراعة الكثير من المنتجات الزراعية كالقمح والبطاطس والذرة والعدس كما تعد من أكبر القرى في الجمهورية اليمنية.